# Jan Skóra
Jan Paweł Skóra (ur. 1958, zm. 25 grudnia 2024) – polski lekarz, chirurg naczyniowy, profesor nauk medycznych.

## Życiorys
Był absolwentem Akademii Medycznej im. Piastów Śląskich, w 1988 obronił pracę doktorską pt. Zmiany aktywacji systemu dopełniacza u chorych z miażdżycą zarostową tętnic kończyn dolnych leczonych operacyjnie, której promotorem był prof. Zygmunt Szydłowski, w 2000 habilitował się na podstawie pracy zatytułowanej Udział leukocytów w procesie wgajania się syntetycznej protezy naczyniowej. W 2015 uzyskał tytuł profesora nauk medycznych.
Pracował na Uniwersytecie Medycznym im. Piastów Śląskich we Wrocławiu i w Państwowej Medycznej Wyższej Szkole Zawodowa w Opolu.